# Szent Paraszkiva-fatemplom (Disznópataka)
A disznópatakai Szent Paraszkiva-fatemplom műemlékké nyilvánított épület Romániában, Máramaros megyében. A romániai műemlékek jegyzékében az  MM-II-m-A-04791 sorszámon szerepel.